# قائمة العقد اللمفية في جسم الإنسان
يمتلك الإنسان حوالي 500 إلى 600 عقدة لمفية منتشرة عبر الجسم، إلا أن هناك تجمُّعات تحت الإبطين و في المنطقة الأُربيَّة و العنق و الصدر و البطن.

## العقد اللمفية في الرأس
- العقد اللمفية القذالية
- العقد اللمفية الخشَّائية
- العقد اللمفية النكفية

## العقد اللمفية في العنق
- العقد اللمفية الرقبية
  - العقد اللمفية تحت الذقن
  - العقد اللمفية تحت الفك السفلي
- العقد اللمفية الرقبية العميقة
  - العقد اللمفية الرقبية الأمامية العميقة
  - العقد اللمفية الرقبية الوحشية العميقة

العقد اللمفية الرقبية العميقة الخلفية
- - العقد اللمفية الوداجية اللامية الكتفية
  - العقد اللمفية الوداجية و ذات البطنين
- العقد اللمفية فوق الترقوية
  - عقدة فيرتشو

## العقد اللمفية في الصدر
- العقد اللمفية للرئتين: ينزح اللمف من نسيج الرئتين عبر العقد اللمفية بين دون القطعية و القطعية و الفصية و بين الفصية إلى العقد اللمفية السريّة التي تقع حوالي السُرَّة (العُنيقَة التي تربط الرئة بالبنى المنصفية، و هي تحتوي الشريان الرئوي و الأوردة الرئوية و القصبة الرئيسية في كل جانب و بعض الأوعية اللمفاوية) لكل رئة. يتدفَّق اللمف بعدها إلى العقد اللمفية المنصفيّة.
- العقد اللمفية المنصفية: تتألف من عدة مجموعات من العقد اللمفية، خصوصاً على طول الرغامى (5 مجموعات)، و على طول المريء، و بين الرئة و الحجاب الحاجز. تنبثق القناة اللمفية من العقد اللمفية المنصفية، حيث تنزح هذه القناة اللمف إلى الوريد تحت الترقوة الأيسر (إلى الزاوية الوريدية في مكان اتحاد الوريد تحت الترقوة و الوريد الوداجي الباطن).

تكون العقد اللمفية المنصفية الموجودة على طول المريء على اتصال وثيق بالعقد اللمفية البطنيّة الموجودة على الطول المريء و المعدة. يُسهِّلُ هذا انتشارَ الخلايا الورمية عبر هذه اللمفيات في حالات سرطانات المعدة و المريء أيضاً بشكل خاص. يكون النزح اللمفي الرئيسي عب المنصف من الأعضاء البطنية عبر القناة الصدريّة (اللاتينية: ductus thoracicus) التي تنزح غالبية اللمف من البطن إلى الزاوية الوريدية بين الوريد تحت الترقوة الأيسر و الوريد الوداجي الباطن.

## العقد اللمفية للذراع
تنزح العقد اللمفية للذراع اللمف من كامل الذراع، و تُقسم إلى مجموعتين: سطحية و عميقة. تتلقى العقد اللمفية السطحية اللمف من لمفيات عبر الذراع كاملةً و لكن بشكل خاص من راحة اليد و الأوجه العاطفة للأصابع.
- العقد اللمفية السطحيّة للذراع:
  - العقد فوق البَكَرِية: تقع فوق اللُقيمة الأنسية للعضد، أُنسي الوريد القاعدي، و هي تنزح القطاعات الجلدية العضلية الرقبية السابع و الثامن.
  - العقد الدالية الصدرية: تضم العقد الإبطية، و هي 20 إلى 30 عقدة مفردة، يمكن تقسيمها فرعيَّاً إلى:
    - العقد الوحشية
    - العقد الأمامية أو الصدرية
    - العقد الخلفية أو تحت الكتفية
    - العقد المركزية أو المتوسطة
    - العقد الأنسية أو تحت الترقوية

## الطرفان السفليان
- العقد اللمفية الأُرْبِيّة السطحيّة
- العقد اللمفية الأُربيّة العميقة
- العقد اللمفية المأبضيّة

## الانتشار
تضم قائمة الأوعية اللمفية التي تربط بين العقد اللمفية:
- الأوعية اللمفية للرأس و الوجه و العنق و الأوعية اللمفية السحائية- تنزح إلى العقد اللمفية الرقبية العميقة
- الجذع اللمفي الوداجي
- الجذع اللمفي تحت الترقوي
- القناة الصدرية
- الأوعية اللمفية للطرف العلوي
- الجذع اللمفي القصبي المنصفي الأيمن و الأيسر
- الأوعية اللمفية للطرف السفلي
- الأوعية اللمفية للبطن و الحوض
- الأوعية اللمفية للصدر